# Hubert Fattal
Pour les articles homonymes, voir Fattal.
Hubert Fattal, né le 22 octobre 1970 à Beyrouth et mort assassiné le 6 mars 2022 à Mansourieh (Liban), est un homme d'affaires libanais.

## Biographie
Hubert Fattal est né le 22 octobre 1970 à Beyrouth. Étudiant, il rejoint la Goldsmiths à l'université de Londres, où il se voit décerner un diplôme de maîtrise dans les beaux-arts.
Poursuivant une tradition familiale, Hubert est consul honoraire de Suède dans la ville de Zahlé entre 1993 et 2001 puis consul général honoraire de Suède au Liban à partir de juillet 2001.
À la suite de l'accident mortel de son père Bernard Fattal en Égypte, il devient PDG en 2016 de la société Khalil Fattal & Fils créée par son arrière-grand-père Khalil Farès Fattal en 1897. 
Parallèlement, il développe la société de production de parfums Fragrances Hubert Fattal qu'il fait connaître à travers plusieurs marques de produits destinés au soin du corps et de la maison, notamment Fig Tree Bay auxquelles viennent s'ajouter des bougies parfumées.
Il est également à l'origine du prix de la Municipalité de Beyrouth. Il participe également à l'exposition de la National Heritage Foundation organisée au Liban en 2002.
Il meurt assassiné à son domicile de Mansourieh (Liban) le 6 mars 2022. Deux jours plus tard, les forces de sécurité libanaises arrêtent deux suspects de nationalité syrienne.